# The Settlers II 10th Anniversary
 The Settlers II 10th Anniversary — ремейк комп'ютерної гриThe Settlers II, виконаний у жанрах стратегії в реальному часі і симулятора містобудування, випущений до десятирічного ювілею оригінальної гри. Пізніше для ремейку вийшло доповнення «Вікінги».

## Ігровий процес
Кожне місто починається з ратуші, що поєднує керівні та складські функції. Далі ми ставимо дім лісоруба, дім лісника, тартак, ферму, млин, пекарню тощо. Виробничі ланцюжки логічні й невигадливі, однак створення ефективного комплексу часом перетворюється на нетривіальну головоломку.
Тут у справу вступає фактор, що ускладнює ігровий процес, — дороги. Будівлю потрібно міцно прив'язати до решти інфраструктури, і тоді вона почне приносити користь. Недостатньо розмістити поблизу від ферми свинарник (свині приймають зерна пшениці за їжу).
Це не останній нюанс. Наприклад, перш ніж бурити штольню, варто заручитися допомогою досвідченого геолога — провівши польові дослідження, він пояснить, де і що добувати.